# Costante Degan
Costante Degan (ur. 12 marca 1930 w Mestre, zm. 1 lipca 1988 tamże) – włoski polityk, inżynier i samorządowiec, parlamentarzysta i minister.

## Życiorys
Z wykształcenia i zawodu inżynier. Działał w Azione Cattolica i katolickiej organizacji studenckiej FUCI. Przystąpił do Chrześcijańskiej Demokracji. Od połowy lat 50. związany jako radny z samorządem. W latach 1963–1983 sprawował mandat posła do Izby Deputowanych IV, V, VI, VII i VIII kadencji. Następnie do czasu swojej śmierci zasiadał w Senacie IX i X kadencji.
Między 1974 a 1980 był podsekretarzem stanu w resorcie transportu w sześciu gabinetach. Od sierpnia 1983 do sierpnia 1986 zajmował stanowisko ministra zdrowia w rządzie Bettina Craxiego, po czym do lipca 1987 był ministrem marynarki handlowej w drugim gabinecie tegoż premiera oraz w szóstym rządzie Amintore Fanfaniego. W 1988 objął funkcję burmistrza Wenecji. Zmarł w tym samym roku na raka płuc.